# Estadio Monumental Universidad Andina de Juliaca
El Estadio Monumental Universidad Andina de Juliaca o Estadio Monumental de la UANCV estará ubicado en la ciudad universitaria de la Universidad Andina Néstor Cáceres Velásquez de la ciudad de Juliaca, Departamento de Puno, Perú. Tendrá una capacidad de 40.000 espectadores, al finalizar su construcción a mediados del 2012
En mayo del 2007 el rector de la Universidad Andina Néstor Cáceres Velásquez Juan Luque Mamani dio por inicio las obras del futuro estadio con un diseño muy moderno según se apreciaba en la maqueta. Su construcción se realizaran por etapas de un año cada una, serán 5 en total, para su conclusión.
El estadio contará con 2 bandejas en las zonas de la platea (oriente y occidente), en la tribuna de occidente, se estará construyendo una sala de conferencias, un tópico, y una sala VIP, mientras que en la tribuna de oriente podrán instalarse las ligas deportivas de la ciudad universitaria. 
En cuanto al gramado, este será de césped natural, con dos camerinos totalmente equipados, así como vestuarios para árbitros, el sistema de aspersión será moderno, así como el sistema de drenaje. La primera etapa está culminada, la cual consiste en la realización de la malla olímpica, la pista atlética y el gramado de juego.